# Владимировский сельский совет (Апостоловский район)
Владимировский сельский совет (укр. Володимирівська сільська рада) — входит в состав
Апостоловского района
Днепропетровской области
Украины.
Административный центр сельского совета находится в 
с. Владимировка.

## Населённые пункты совета
- с. Владимировка
- с. Сергеевка
- с. Шевченко